# فرانچسکو مونتسی
فرانچسکو مونتسی (ایتالیایی: Francesco Munzi؛ زادهٔ ۱ سپتامبر ۱۹۶۹) کارگردان فیلم و فیلم‌نامه‌نویس اهل ایتالیا است.
از فیلم‌هایی که وی در آن‌ها نقش داشته‌است، می‌توان به ارواح سیاه اشاره نمود.